# Stugtjärnen (Alfta socken, Hälsingland)
Stugtjärnen är en sjö i Ovanåkers kommun i Hälsingland och ingår i Ljusnans huvudavrinningsområde. Sjön har en area på 0,132 kvadratkilometer och ligger 210,1 meter över havet.

## Delavrinningsområde
Stugtjärnen ingår i det delavrinningsområde (681961-150944) som SMHI kallar för Utloppet av Lång-Rösten. Medelhöjden är 201 meter över havet och ytan är 47,18 kvadratkilometer. Räknas de 31 avrinningsområdena uppströms in blir den ackumulerade arean 261,05 kvadratkilometer. Rösteån (Vinnfarsån) som avvattnar avrinningsområdet har biflödesordning 2, vilket innebär att vattnet flödar genom totalt 2 vattendrag innan det når havet efter 76 kilometer. Avrinningsområdet består mestadels av skog (71 procent). Avrinningsområdet har 6,3 kvadratkilometer vattenytor vilket ger det en sjöprocent på 13,3 procent.